# Fledermaus-Azurjungfer
Die Fledermaus-Azurjungfer (Coenagrion pulchellum) ist eine Libellenart aus der Familie der Schlanklibellen (Coenagrionidae).

## Merkmale
Die Fledermaus-Azurjungfer erreicht Flügelspannweiten von 40 bis 50 Millimetern und ist wie die meisten Azurjungfern sehr schlank gebaut. Die Männchen besitzen eine schwarz-blaue Zeichnung auf den Thorax- und den Hinterleibssegmenten, die in ihrer Ausprägung etwas variabel sein kann, jedoch auf dem zweiten Hinterleibssegment stets die typische schwarze Zeichnung trägt, die entfernt an eine Fledermaus erinnert. Die Weibchen haben auf Kopf und Thorax schwarz-weiße Zeichnung und sind auf den Hinterleibssegmenten normalerweise ebenfalls hellblau-schwarz gezeichnet (siehe linkes Bild). Ihre Zeichnung ist jedoch in den Formen weniger charakteristisch und kann bis fast ganz schwarz (siehe rechtes Bild) variieren oder in selteneren Fällen grün-schwarz sein (daher auch der englische Name Variable Damselfly).
Verwechselungsgefahr besteht mit der Gemeinen Becherjungfer (Enallagma cyathigerum) und der durchschnittlich etwas kleineren, ebenfalls im gleichen Habitat lebenden Hufeisen-Azurjungfer (Coenagrion puella). Bei dieser sind die schwarzen Färbungsanteile der Hinterleibssegmente der Männchen allerdings meistens schmaler, so dass sie von oben insgesamt eher hellblau wirken. Die im Deutschen namensgebende Zeichnung auf dem zweiten Hinterleibssegment ist dort einem eckigen U ähnlich (Öffnung zur Kopfseite) – sehr entfernt: hufeisenförmig. Die Weibchen der C. puella wirken dagegen von oben immer insgesamt fast schwarz, da sie auf der Oberseite nie flächige, sondern nur sehr feine hellblaue Zeichnungen zeigen.

## Lebensweise
Die Flugzeit dieser Libellen fällt in den Mai bis Juli, wo man sie im Bereich von tieferen, stehenden Gewässern mit Schwimmpflanzenbewuchs antrifft. Die Tiere sonnen sich in den Morgenstunden mit leicht gespreizten Flügeln, halten sich ansonsten allerdings meistens in der Ufervegetation auf. Die Paarung erfolgt im Flug oder auf Blättern und anderen Pflanzenteilen.
Zur Eiablage sticht das Weibchen die Eier mit ihrem Ovipositor in untergetauchte Wasserpflanzenteile, wobei sie selbst auch untertauchen kann. Die Larven halten sich im Pflanzenbewuchs auf und überwintern einmal.

## Bilder

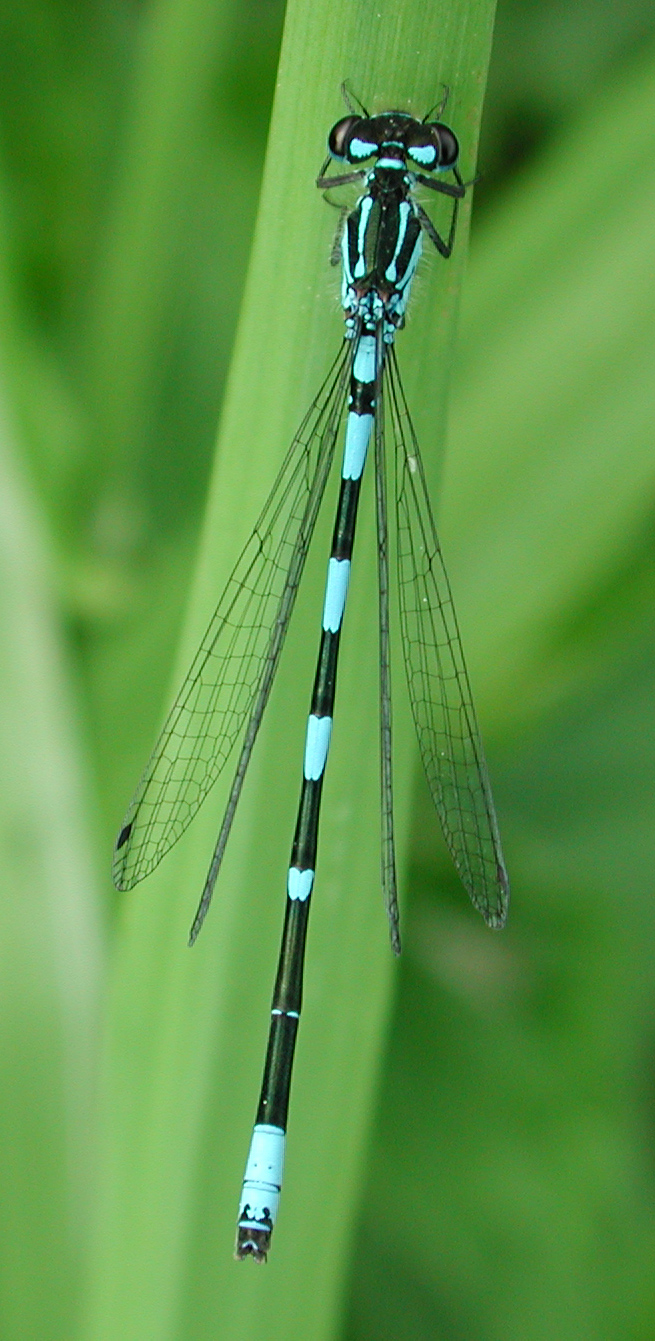
Männchen
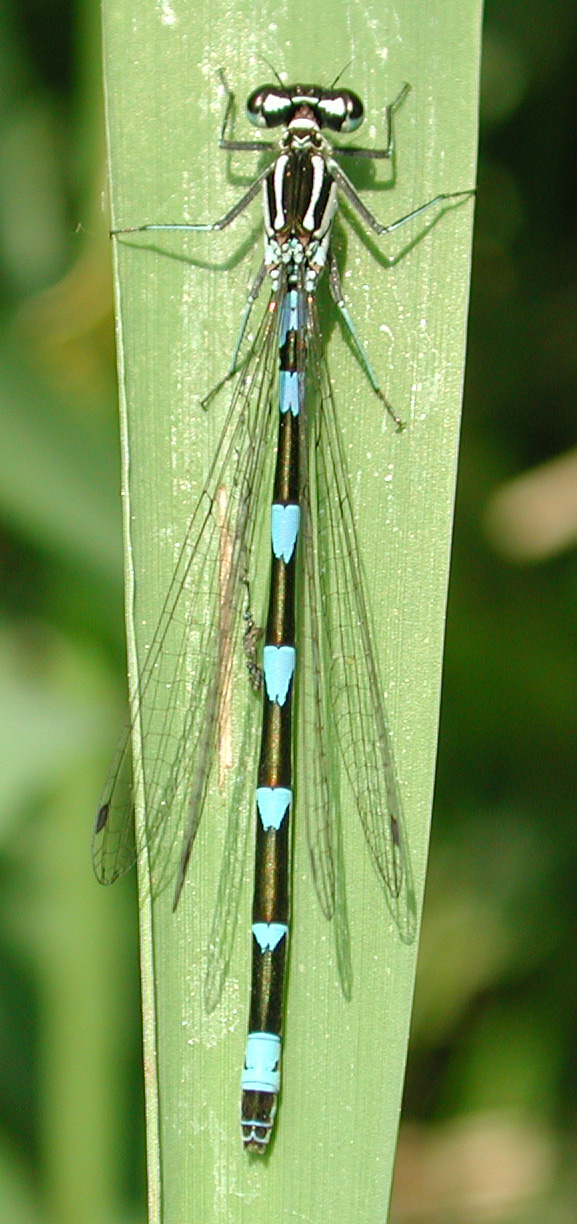
Weibchen, normale Färbung
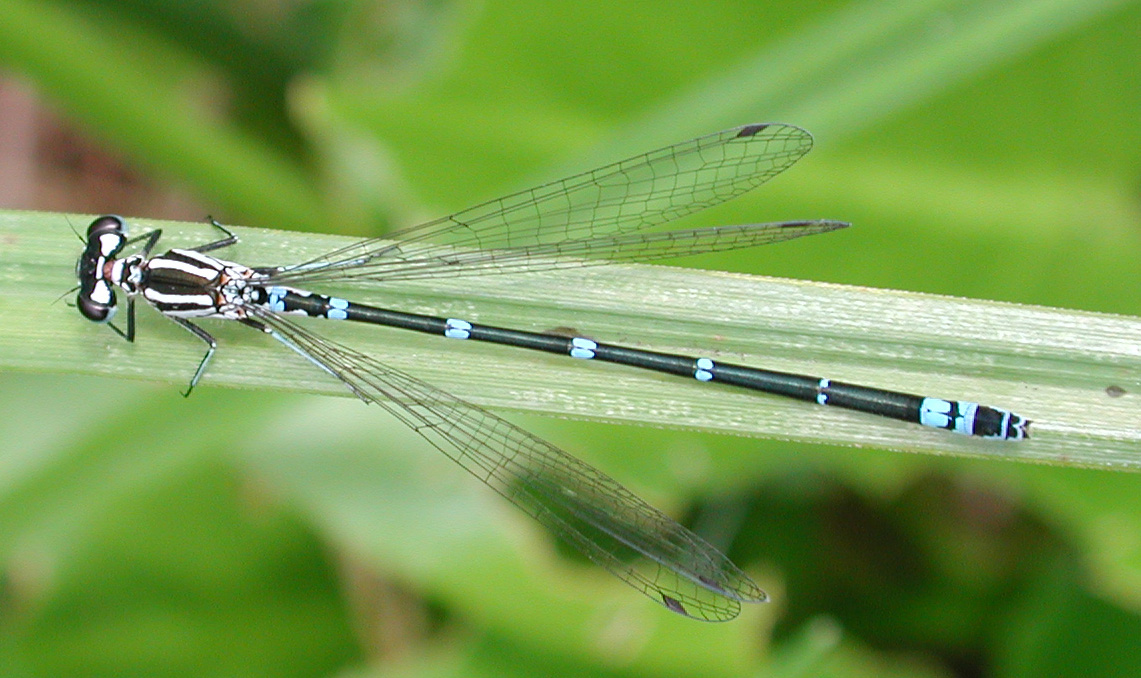
Weibchen, etwas dunklere Farbvariante
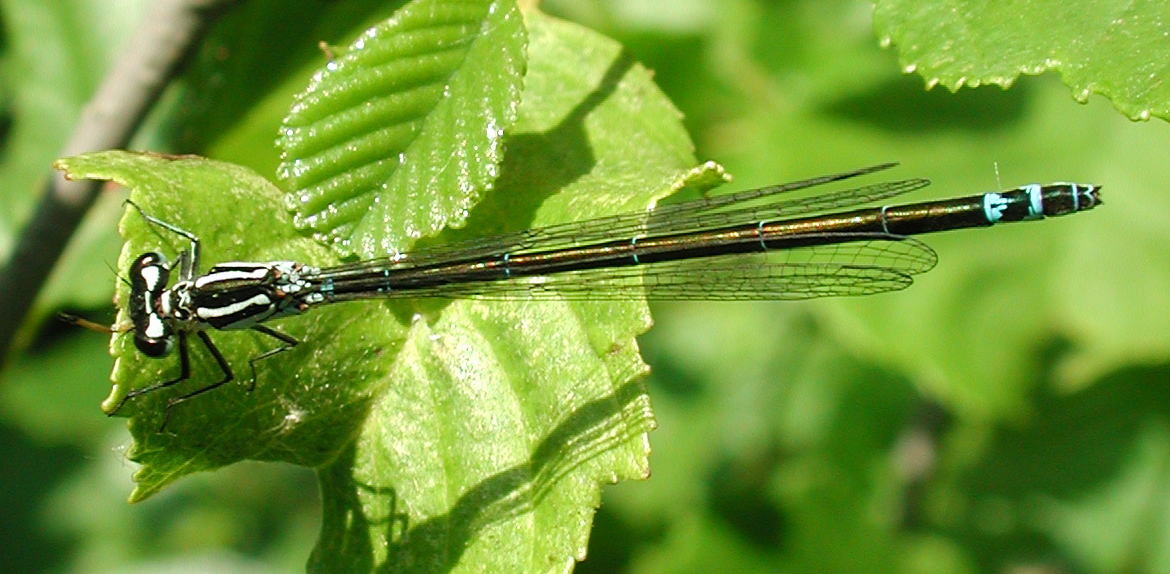
Weibchen, dunkle Farbvariante
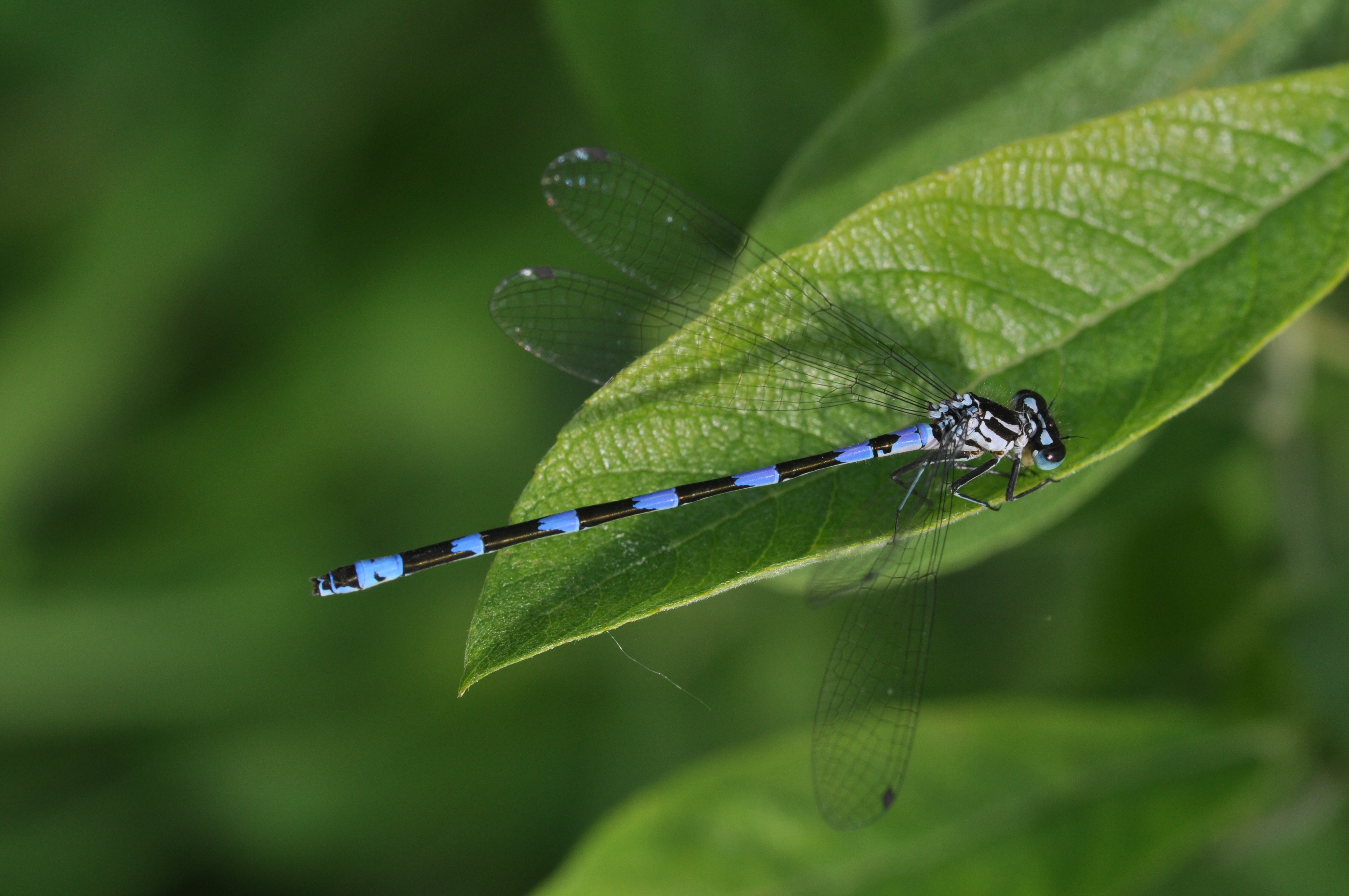
Weibchen leicht rötlich blaue Farbvariante
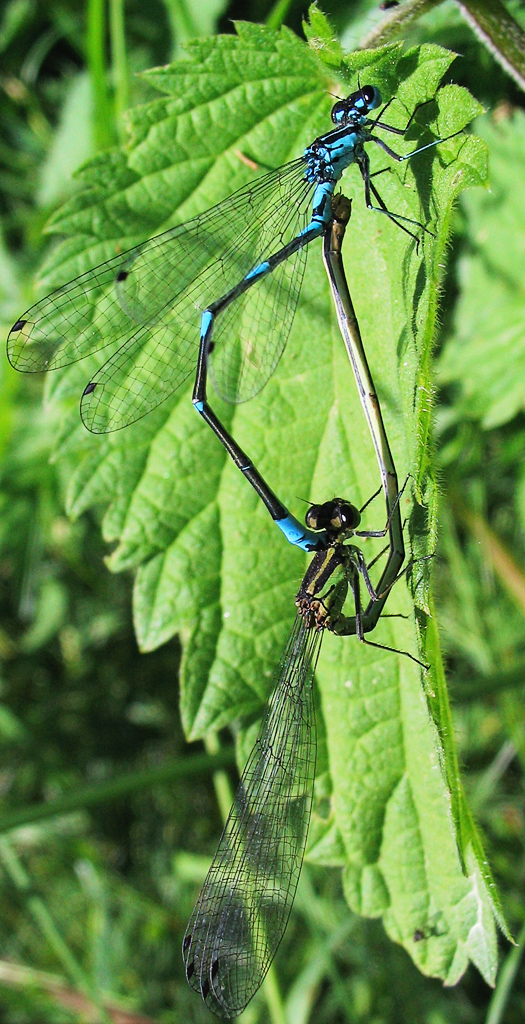
Paarungsrad
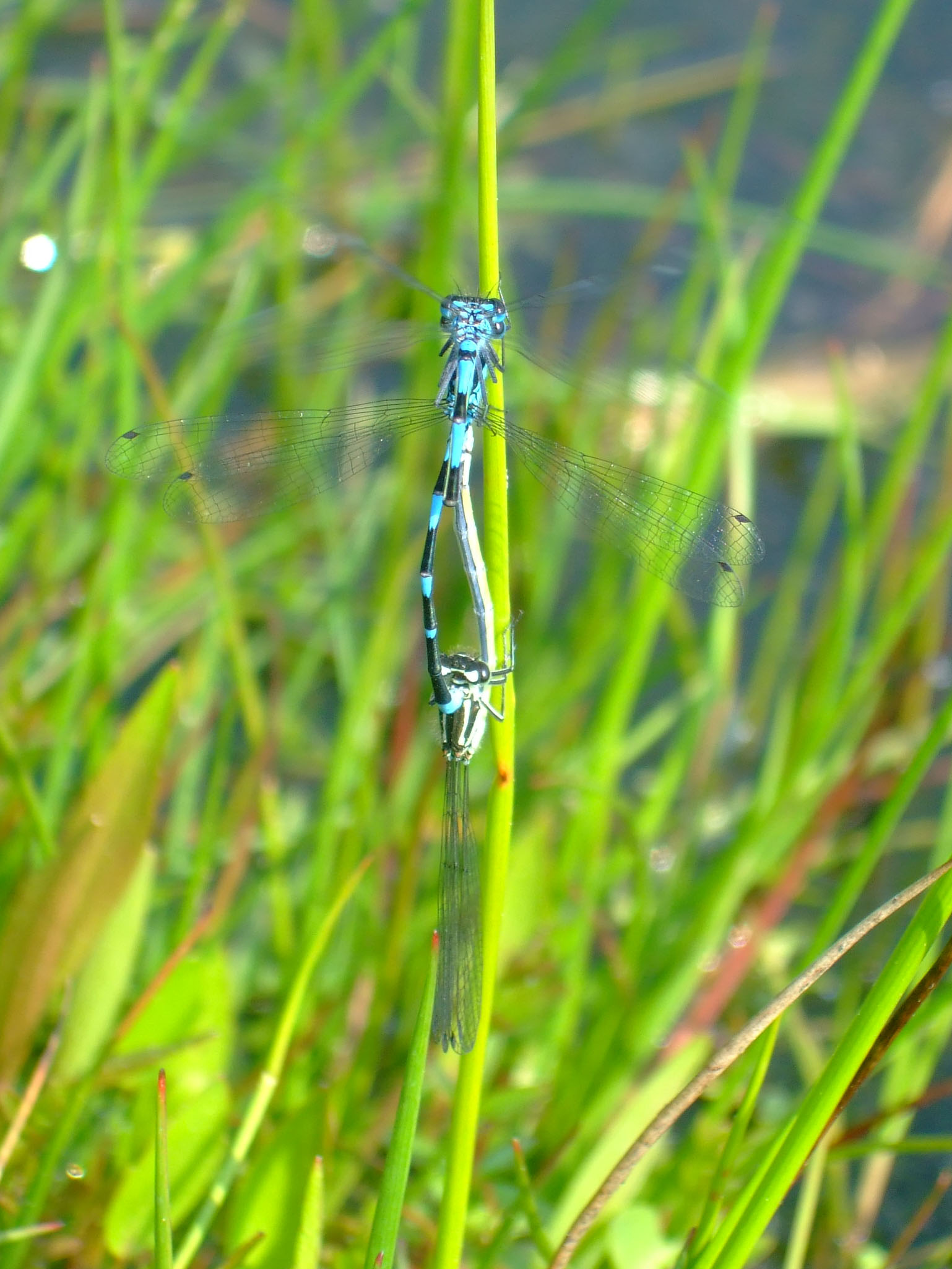
Paarungsrad plus weiteres Männchen, das mitmachen will.